# Spinelid

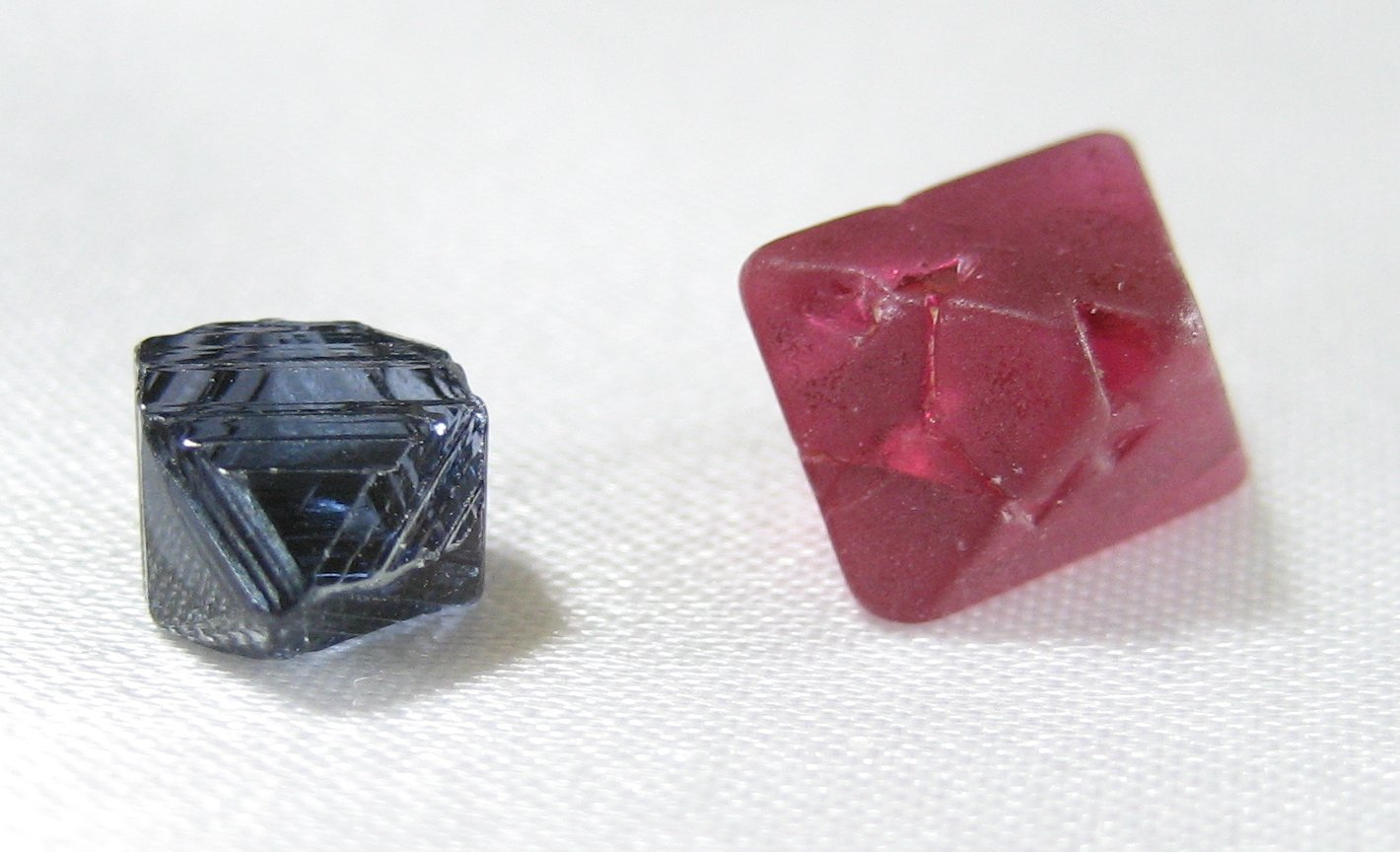
Minerály spinel v černé a červené barvě

Spinelidy jsou skupina krychlových minerálů s chemickým vzorcem obecného tvaru: AB2O4, kde

- A = Co2+, Cu2+, Fe2+, Mg2+, Mn2+, Ni2+, Ti4+, Zn2+, jehož ion obsazuje tetraedrické uzly aniontové mřížky
- B = Al3+, Cr3+, Fe2+, Fe3+, Mn3+, V3+, jehož ion obsazuje oktaedrické uzly aniontové mřížky.

Spinely, ve kterých dvojmocný kov obsazuje přednostně oktaedrické (B) polohy, se nazývají inverzní spinely. Existují však také spinely, ve kterých jsou přítomny i jiné než dvojmocné a trojmocné kationty (například ulvospinel s titaničitým kationtem).
K minerálům se spinelovou strukturou patří:
- spinel - MgAl2O4
- gahnit - ZnAl2O4
- hercynit - FeAl2O4
- franklinit - (Zn, Mn, Fe)(Fe, Mn)2O4
- jakobsit - MnFe2O4
- trevorit - NiFe2O4
- chromit - FeCr2O4
- magnetit - Fe3O4
- ulvospinel - TiFe2O4

Strukturu spinelu mají za určitých podmínek i další látky jako jsou:
- vysokotlaký ringwoodit - SiMg2O4 (za normálního tlaku má silikát hořečnatý Mg2SiO4 strukturu olivínu),
- vysokoteplotní hausmannit - Mn3O4 (který má za normálních teplot tetragonální strukturu) a také umělý minerál
- maghemit - gama Fe2O3 = (3/4) Fe8/3O4

Polykrystalické směsné oxidy kubické spinelové struktury s vysokým obsahem železa byly základem tzv. feritových pamětí, jimiž byly vybaveny první číslicové počítače.